# Acsay Tihamér
Acsay Tihamér, született: Acsay Tihamér István László (Gyöngyös, 1899. július 20. – Budapest, 1958. március 9.) magyar jogász, gyorsírásszakértő. A Magyar Nemzetpolitikai Társaság elnöke volt. A Gyakorló Gyorsírók Társasága főtitkára, majd elnöke. A Beszédíró és Gyakorló Gyorsírókat Vizsgáló Bizottság és a Magyar Gyorsíró Szövetség választmányi tagja volt.

## Életpályája
1917-ben érettségizett szülővárosában. 1919-ben a Magyar Ifjak Nemzeti Egyesülésének alapító tagja volt. 1921-ben diplomázott a budapesti tudományegyetemen jogi karán. 1922-ben államtudományi doktori oklevelet szerzett. 1922–1926 között a fővárosi törvényszék joggyakornoka volt. 1926-ban egységes bírói és ügyvédi vizsgát tett. 1926–1927 között a fővárosi törvényszék jegyzője volt. 1927–1928 között Bécsben és Párizsban is tanult. 1928–1938 között Budapesten volt ügyvéd. 1931-től, valamint 1945–1947 között az FKGP tagja volt. 1935-ben és 1939-ben országgyűlési képviselő-jelölt volt. 1937–1944 között Az Írás című gyorsírási szakfolyóirat felelős szerkesztője volt. 1938–1948 között az Igazságügyminisztérium osztálytanácsosa és Pest-Pilis-Solt-Kiskun vármegye törvényhatósági bizottságának tagja volt. 1941–1948 között ítélőtáblai bíróként tevékenykedett. 1947-ben Pfeiffer Zoltán távozása után a Magyar Függetlenségi Párt alapító tagja volt. 1948-ban kényszernyugdíjazták.
Kitűnt gyorsíráselméleti tanulmányaival. Németül, franciául és angolul beszélt.

## Családja
Szülei: Dr. Acsay István (1869–1961) középiskolai tanár, tankerületi főigazgató és Helcz Sarolta (?-1966) voltak. Testvére: Acsay László (1905–1992) politikus, építészmérnök, országgyűlési képviselő és Acsay István (1904–1976) mérnök, a BSZKRT igazgatója volt.

## Művei
- Rövidítés a nyelvben, rövidítés az írásban (Az Írás, 1917)
- Ki- vagy bevándorlás (Magyar Szemle, 1927)
- A magyar értelmiség válsága (Budapest, 1931)
- Lajstromos szavazás egyéni választással. A választójog kérdései (A Magyar Nemzetpolitikai Társaság kiadványai. Budapest, 1935)
- Koreszméink? (Budapest, 1943)